# Masía del Juez de Liria
La Masía del Juez de Liria, es una casa fortificada que se encuentra ubicada en el municipio anteriormente nombrado, en la comarca del Campo de Turia, de la provincia de Valencia. Está declarado como Bien de interés cultural, pese a no disponer de anotación ministerial, teniendo como identificador el código: 46.11.147-028.

## Descripción histórico-artística
Durante la dominación islámica, el núcleo poblacional no estaba muy concentrado, sino que existían numerosas alquerías dispersas por la zona, con importantes infraestructuras agrícolas.
Como consecuencia de la despoblación de la zona tras la expulsión de los moriscos, muchas de estas masías empezaron a fortificar sus instalaciones, al menos con alguna torre defensiva e incluso con murallas. Esto, unido al hecho de ser la zona de Lira escenario de razzias y posteriormente, de continuas acciones bélicas durante las guerras carlistas; determinaron la aparición de múltiples masías fortificadas como la del Juez. En muchas de ellas, por las posteriores reformas y redificaciones, es difícil ver, actualmente, su carácter fortificado.